# 卡蘇里子爵羅伯特·史都華
第二代倫敦德里侯爵羅伯特·史都華，KG，GCH，PC（英語：Robert Stewart, 2nd Marquess of Londonderry，1769年6月18日—1822年8月12日），英国愛爾蘭政治家，通稱卡蘇里子爵（Viscount Castlereagh），曾任外交大臣，1814年至1815年代表英方出席維也納會議，後來因工作過勞而精神失控，自殺身亡。

## 生平

### 早年生涯
羅伯特·史都華在1769年6月18日生於愛爾蘭都柏林。早年入讀位於阿馬（Armagh）的皇家學校，後來又考入劍橋大學聖約翰學院，不過只讀了一年就離開。史都華的父親同名羅伯特·史都華，是一位地主，後來曾三度先後獲英國國王喬治三世策立為卡蘇里子爵（1795年）、倫敦德里伯爵（1796年）和倫敦德里侯爵（1816年）。自父親在1796年立為伯爵後，其禮節性銜頭卡蘇里子爵遂為史都華所採用，而一直到1821年父親去世，他才襲取得倫敦德里侯爵頭銜。
史都華在1794年與第二任白金漢郡伯爵的女兒，艾蜜莉·荷巴特（Emily Hobart）成婚，艾蜜莉以身為十九世紀初倫敦上層社會著名的社交界領袖之一著稱。兩人是一對恩愛夫妻，惟沒有生任何子女。

### 早年政績
在1790年，史都華當選唐郡的國會議員，以輝格黨黨員的身份晉身愛爾蘭下議院，並支持進行選舉改革以及天主教解放運動。不過，後來他由於要盡貴族子弟的責任入伍出征，所以甚少出席議會的會議。在1794年，他在英格蘭的特里戈尼（Tregony）選區勝出，轉而成為了英國下議院的議員。翌年1795年，他轉投托利黨，但背後仍然堅持著改革和解放天主教的信念。
在1797年，他獲委任為愛爾蘭布政司，任內成功鎮壓了1798年愛爾蘭叛亂，力主追剿起事首領，至於對參與的平民百姓則予以寬大處理。到1800年，他又極力在愛爾蘭和英國的國會進行遊說，主張愛爾蘭和英國進行正式的合併，並指出此舉才可以平息長久以來的宗教派別糾紛。經過一系列的斡旋，兩地國會最終通過了《愛爾蘭聯合法案》，正式合兩個共主邦聯為大不列顛和愛爾蘭聯合王國。
在當初遊說的時候，卡蘇里曾向愛爾蘭的天主教徒承諾，合併以後會容許天主教人士晉身國會，但此承諾卻遭到了不少英國本土人士，包括喬治三世的反對。至於到合併以後，喬治三世委任反對天主教解放的亨利·阿丁頓為英國首相，取代同情天主教的小皮特，結果小皮特與卡蘇里雙雙辭職以示抗議。

### 外交生涯
不久以後，托利黨內有關解放天主教的紛爭冷卻下來，卡蘇里於是在1802年重返政府，出任管理委員會主席（President of the Board of Control）一職。在1804年，經過他的大力遊說，小皮特得以重任英國首相，而卡蘇里則出掌陸軍及殖民地大臣一職。但小皮特不久卻在1806年因故逝世，卡蘇里於是隨「賢能內閣」的成立而辭職。然而，「賢能內閣」僅存活了一年多，便在紛亂之中垮台，到1807年，新任首相波特蘭公爵重新任用卡蘇里為陸軍及殖民地大臣。可是，卡蘇里其後卻與時任外相喬治·坎寧在瓦爾赫倫長征（Walcheren Expedition）大敗一事上出現紛爭，兩人事後更在1809年展開決鬥，結果兩人都被迫辭去政府職務。
三年後，即1812年3月，卡蘇里獲時任英國首相斯賓塞·珀西瓦爾委任為外交大臣，由此展開其長達10年的外相生涯。而在同年5月，斯賓塞·珀西瓦爾在國會大樓遇刺身亡，卡蘇里遂兼任下議院領袖一職。在外務大臣任內，卡蘇里於1814年3月在休蒙成功促使英國、奧地利帝國、俄羅斯帝國和普魯士王國結成日後所謂的「四國同盟」，在簽訂《巴黎和約》的談判以及維也納會議中施加大國的影響力。此外，在維也納會議中，卡蘇里除對俄羅斯帝國向西擴張的意圖加以反對外，又倡議為歐洲設立一種稱為會議制度的集體協調安全制度。根據會議制度，各列強要定時召開會議，並就歐洲事務共同展開協商。結果在往後的10年間，歐洲列強一共召開過5次會議，但會議的成果和效率卻一次比一次的低。最後在1822年，由於英國、奧地利和俄羅斯的分歧日深，再加上英國國內輿論的反對，會議制度以崩潰告終。
不過，總體上，卡蘇里本人仍算是熱心於協調制度的。例如在1818年的亞琛會議上，他就聯合奧地利外相梅特涅，反對幫助西班牙國王鎮壓在南美各殖民地的革命，以及組織國際軍隊的建議，以免讓沙皇在歐洲事務上取得過多的影響力，因為卡蘇里憂慮歐洲協調機制會被藉鎮壓革命之名，使得俄羅斯帝國、奧地利帝國、普魯士王國得以繼續干涉別國內政並擴張勢力。不過後來繼任外相的喬治·坎寧卻放棄協調，重新採行光榮孤立，於是光榮孤立漸成為了大英帝國在整個19世紀的國策。
卡蘇里不是一位成功的演說家，他的外交技巧亦常常使人費解。但他正直友善和堅守信念的性格，仍然為他帶來了不少的名聲和支持，而這些性格特點，可謂是和同時期的外交家迥異的。至於他的外交政策，雖然是具前瞻性，但當時實在是曲高和寡。

### 死亡
儘管卡蘇里在擊敗拿破崙與恢復和平上有高度成就，但他在國內變得非常不受歡迎。他在對外事務上採取保守主義的立場，支持歐陸強權鎮壓革命，使他遭受攻擊。他也因為支持內政大臣西德默斯勳爵的鎮壓措施，在1819年彼得盧屠殺一事後被廣受批判。卡蘇里當時作為利物浦內閣的下議院領袖，為了保住自己的內閣席位並繼續外交工作，必須對西德默斯遭受詬病的政策作出支持和辯護，包括打壓自由、惡名昭彰的六條法案；結果卡蘇里與其他表態支持屠殺的內閣成員一同遭到各界鄙視，而著名的詩人雪萊更因為憤慨於屠殺事件，寫下《無法無天的化裝舞會》一詩，對卡蘇里等人加以批評。當中寫到：
我在路上遇到了兇手—
他有塊像卡蘇里的臉—
他的樣子圓滑得很，但是是可怕無情的；
背後有七頭獵犬跟隨他
全都肥肥白白；相信牠們都活在
令人稱羨的處境，
一個跟一個，兩個跟兩個的
他將人的心臟拋出來讓牠們咀嚼
而這都是從他的大斗篷拿出來的。

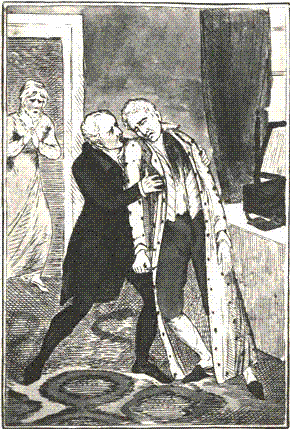
1822年卡蘇里自殺的漫畫

父親在1821年去世後，卡蘇里襲取為倫敦德里勳爵。而在同年，受痛風與名聲大跌所影響，他更似乎患上了妄想症。在1822年8月9日，倫敦德里勛爵卡蘇里晉見了國王喬治四世，席間他向喬治四世透露自己受到恐嚇，表示自己「被指控與克洛賀主教同樣犯的罪」（男男性行為）。至於倫敦德里提到克洛賀主教（Bishop of Clogher）犯的罪，是指克洛賀主教珀西·喬斯林（Percy Jocelyn）在當年7月，被人發現在一間酒吧的房間中脫下了褲子，與一位年輕士兵一起。倫敦德里與喬治四世會面後，喬治四世建議他去「請教一位醫生」。隨後，他返回到位於肯特郡北克雷（North Cray）的家族宅第洛林堂（Loring Hall），後於8月12日於洛林堂以開信刀割喉自殺身亡，終年53歲。
倫敦德里勳爵死後法庭召開了死因研訊，最終裁定他在精神失常的情況下自盡，而非有意圖的自殺，這個裁決使他避免了一般自殺者所得的下場——以一根木棍刺穿死者的心臟（這種造法要到1823年才廢除）。此外，有些激進份子認為倫敦德里之死其實是政府為掩飾某些黑幕，以及讓反對改革選舉制度人士得益。倫敦德里勳爵的喪禮在8月20日舉行，遺體隨後獲安放於西敏寺，旁邊則是已故首相小皮特的墳墓。在1850年，卡蘇里同父異母的弟弟，即第三代倫敦德里侯爵，為他立下了一個紀念碑。

## 榮譽
- P.C. （1798年12月19日）
- K.G. （1814年6月9日）
- G.C.H.

### 頭銜
- 羅伯特·史都華，Esq （1769年—1789年）
- 羅伯特·史都華閣下 （1789年—1796年）
- 卡蘇里子爵 （1796年—1798年）
- 卡蘇里子爵閣下，PC （1798年—1814年）
- 卡蘇里子爵閣下，KG，PC （1814年—？）
- 卡蘇里子爵閣下，KG，GCH，PC （？—1821年）
- 倫敦德里侯爵閣下，KG，GCH，PC （1821年—1822年）

## 雜記
- 卡蘇里能夠說三種語言，英語和法語是外交行業的共通語言、此外他曾在劍橋大學學習拉丁語
- 他有先天性足畸形
- 英語在國際會議公開使用始於1876年的柏林會議。

## 纪念及致敬
以下是以罗伯特·斯图尔特，卡斯尔雷子爵名字命名的地點：
- 卡斯爾雷（英语：Castlereagh, New South Wales），位於澳大利亞悉尼中心商業區西北方67（42英里）的郊區[1]
- 卡士禮公路，橫跨澳大利亞新南威爾士及昆士蘭兩州的內陸高速公路
- 卡士禮街，澳大利亞悉尼中心商業區的名店街[2]
- 卡斯爾雷河（英语：Castlereagh River），位於新南威尔士州中西部的河流[3]

## 伸延閱讀
- Harold Nicolson, 'The Congress of Vienna' 1946
- H. Montgomery Hyde, 'The Strange Death of Lord Castlereagh'
- John Derry, 'Castlereagh' London 1976
- Wendy Hinde, 'Castlereagh' London 1981
- Henry Kissinger, 'A World Restored: Metternich, Castlereagh and the Problems of Peace, 1812-22'
- Charles Webster
- Robert Stewart, 'The Lightning Rod for Lord Liverpool's Government: Lord Castlereagh and HIs Critics, 1812 to 1822' Unpublished M.A. Thesis, The University of Western Ontario, London, Ontario 1993
- 本条目包含来自公有领域出版物的文本: Chisholm, Hugh (编).  (第11版). London: Cambridge University Press. 1911.

## 外部連結
- Spartacus網站資料
- 瘋狂罪行與悲慘歷史 （页面存档备份，存于），Barbara T. Gates

| 官衔                     | 官衔                           | 官衔                      |
| ------------------------ | ------------------------------ | ------------------------- |
| 前任者： 佩勒姆勳爵      | 愛爾蘭布政司 1798年–1801年     | 繼任者： 科爾切斯特勳爵   |
| 前任者： 達特茅斯伯爵    | 管理委員會主席 1802年–1806年   | 繼任者： 明托勳爵         |
| 前任者： 康登伯爵        | 陸軍及殖民地大臣 1805年–1806年 | 繼任者： 威廉·溫德姆      |
| 前任者： 威廉·溫德姆     | 陸軍及殖民地大臣 1807年–1809年 | 繼任者： 利物浦伯爵       |
| 前任者： 韋爾斯利侯爵    | 外交大臣 1812年–1822年         | 繼任者： 喬治·坎寧        |
| 前任者： 斯賓塞·珀西瓦爾 | 下議院領袖 1812年–1822年       | 繼任者： 喬治·坎寧        |
| 愛爾蘭貴族爵位           |                                |                           |
| 前任者： 羅伯特·史都華   | 倫敦德里侯爵 1821年–1822年     | 繼任者： 查爾斯·威廉·范內 |